# Jure uxoris
Jure uxoris é uma expressão latina que significa "em direito de uma esposa". É comumente utilizada para se referir a um título, funções ou propriedade, detido por um homem cuja esposa o detém em seu próprio direito.
O marido de uma herdeira torna-se o possuidor das suas terras (e títulos) jure uxoris, em direito da sua esposa. Na Idade Média, esta regra foi sempre utilizada mesmo para rainhas e princesas reinantes, em que o marido da rainha torna-se monarca. Em alguns casos, o rei ascendeu assim e manteve-se rei, mesmo após a morte da esposa e, em alguns casos, deixou o reino aos seus próprios herdeiros que não eram filhos da sua mulher (Władysław II Jagiełło da Polónia, subiu como marido da Rainha Jadwiga da Polónia).
Em caso de divórcio entre um monarca feminino reinante e o seu marido, o marido iria continuar a ser o monarca e a sua esposa iria perder o seu estatuto. Um exemplo disso é quando Marie de Boulogne e Mateus I de Boulogne se divorciaram em 1170. Marie deixou de ser condessa, enquanto Mateus I continuou a reinar até 1173.
Em alguns casos, a mulher continuou a ser monarca, mas o marido tinha algum poder. Por exemplo, Maria Teresa da Áustria foi rainha reinante da Hungria e da Boémia, mas o seu marido Francisco foi rei consorte.
Em Portugal, existiam condições específicas para um consorte masculino poder ser um rei jure uxoris: ostentar um herdeiro real. Foi o que aconteceu por duas vezes, primeiro em finais do século XVIII, quando a rainha Maria I de Portugal, que começou a reinar em 1777, deu ao seu marido (e tio) o direito de reinar com ela.
O segundo caso deu-se em 1836, quando Maria II de Portugal casou pela segunda vez com Fernando de Saxe-Coburgo-Gotha. Fernando tornou-se monarca jure uxoris no ano seguinte (em 1837), logo que o seu primeiro filho nasceu, e ele reinou como Fernando II, juntamente com a sua esposa. O primeiro marido de Maria II, Augusto de Beauharnais, não foi monarca jure uxoris, porque morreu antes que pudesse dar um herdeiro à rainha.
Eles são confundidos como reis consorte, que eram meramente consortes das suas esposas e não co-governantes.